# Бомбическо оръдие
Бомбическо оръдие (бомбично оръдие, оръдие на Пексан) е гладкостволно оръдие голям калибър, стрелящо с артилерийски бомби по настилна траектория.

## Предистория
Макар към началото на 19 век артилерията отдавна вече да играе решаващата роля в морските сражения, нейната способност ефективно да изважда от строй корабите на противника все още остава под въпрос. Големите дървени линейни кораби и фрегати, с техните много дебели (до половин метър и повече) дървени бордове, са слабо чувствителни към сферичните гюлета на гладкостволната артилерия. Гюлетата просто се забиват в дебелите дъски; за да бъдат бордовете счупени и да се нанесат значителни вреди на намиращите се зад тях хора и оръдия оръдията от онова време трябва да стрелят от къси дистанции. Пробойните при водолинията, заплашващи кораба с потопяване, са малки, заради неголемия калибър на гюлетат и лесно се поправят или отвътре – с тапи, или отвън – с поставянето на пластир. За да може да се извади от строй ветроходен линеен кораб, се изисква огромно количество попадения, които обикновено се постигат само с концентрирания огън на няколко кораба по една цел. Морските сражения имат продължителен и често нерешителен характер.
Много по-ефективен боеприпас са фугасните артилерийски бомби – кухи чугунени обвивки, напълнени с черен барут и снабдени с дистанционен взривател, които са отдавна познати по това време, но се използват изключително при стрелба от гаубици и мортири. Фугасното въздействие на бомбите върху дървените конструкции може да бъде крайно разрушително, но използваните за стрелба с тях гаубици, водещи стрелба по навесна траектория, имат много ниска точност, по този начин да се постигнат сигурни попадения по движещ се кораб е практически невъзможно. В резултат на това бомбите се използват основно за обстрел на берегови обекти.
Стрелбата от обикновените оръдия на онова време с фугасни снаряди също е неефективна: поради техния сравнително неголям калибър те имат малък заряд взривно вещество, при това доста слабо – черният, димен барут, и при взрив отвън на корпуса не му нанасят съществен ущърб. За да се осигури фугасния ефекта е необходимо, бомбата преди взрива да се забие в масивния дървен борд или да го пробие и да се взриви вече вътре в самия корпус. Малкият калибър бомби, от своя страна, значително по-леки, отколкото масивните, плътни гюлета от същия калибър нямат достатъчна кинетична енергия за това, да пробият дебелите дъски, и, като правило, просто отскачат от борда или детонират на повърхността на обшивката. Увеличаването на кинетичната енергия и по този начин осигуряването на повече пробивна способност за бомбите чрез увеличаването на тяхната начална скорост се оказава по онова време невъзможно: тънкостенните обвивки на бомбите не могат да издържат претоварванията при изстрела, и вероятността бомбата да се взриви още в канала на ствола на оръдието опасно нараства.
Така единственият изход е увеличаването на калибра и, съответно, масата на бомбите, което изисква специфични решения за конструкцията на самото оръдие.

## История
През 1822 г. френският генерал Пексан излиза с предположението, че за повишаване на ефективността на морската артилерия са „необходими къси оръдия голям калибър, стрелящи на големи дистанции по дървения флот с фугасни снаряди с голям фугасен заряд в тях“. За такава стрелба Пексан разработва т. нар. бомбически оръдия, при които задната част е удебелена за придаване на по-голяма здравина, изменена е формата на камерата за поместване на намаления заряд, отстранено е дулното удебеление и за удобство на зареждането е направено разширение на канала при самия дулен срез – разпал.
Първите експерименти са проведени във Франция през 1822 г., по техните резултати са приети 22-см бомбическо оръдие и 80-фунтова (36 kg) бомба за него. По-късно, за малките кораби, е прието олекотено оръдие с 30-фунтова (13,5 kg) фугасна граната (тежките фугасни снаряди са именувани бомби, леките – гранати).
За сметка на големия калибър при относително късият ствол оръдието на Пексан стреля с много тежки бомби (80 фунта, при това, че основен калибър във френския флот по онова време е 30-фунтовият) със сравнително невисока начална скорост. Необходимата за пробиването на дървения борд кинетична енергия се постига за сметка на голямото тегло на бомбата; при това претоварването при изстрела е сравнително неголямо, и риска от детонация на бомбата в ствола е допустимо малък (макар подобни случаи все пак да не са рядкост дори в периода 1850 – 1870 г.). Попадайки в борда на кораба на противника, бомбата със своята маса пробива дъските и засяда в борда. Последващия взрив води до силно разрушаване на дървените конструкции, възникването на множество огнища на пожари и разлитане на дървени обломки и осколки от обвивката на самата бомба, смъртоносно опасни за екипажа.
Макар балистиката на късите бомбични оръдия да е по-лоша, отколкото на обикновените, стрелящи с гюлета, за сметка на поразяващата способност на фугасните боеприпаси ефективната дистанция на стрелбата от тях нараства многократно. Разрива на бомба от тежкото бомбическо оръдие в борда на дървения кораб оставя дупка с площ над квадратен метър, затова на дистанциите 500 – 1000 метра дървеният кораб може да бъде потопен с 20 – 25 изстрела на бомбически оръдия. За сравнение: даже тежките оръдия, стрелящи с плътни гюлета, пробиват дебелият дървен борд едва от разстояние около 100 – 150 метра, т.е. сравнима с дължината на самите кораби, не нанасяйки при това съществен ущърб на самия корпус – артилерийската дуел можела да продължи часове, до пълното унищожаване на екипажа на противника.
Понякога бомбическите оръдия невярно се именуват гаубици на Пексан. Всъщност идеята за поставяне на гаубици на морски кораб и навесна стрелба от тях с бомби към 1820-те години изобщо не е нова. Новото в идеята на Пексан е точно в това – създаването на специално тежко оръдие, способно да води огън с бомби, но с право мерене, а не по навесна гаубична траектория, което позволява съществено да се повиши точността на стрелбата и с това да направи бомбическите оръдия толкова ефективно и грозно средство за водене на война по море. Това недоразумение е свързано с това, че в оригинал оръдията на Пексан са наречени на френски: Canon-obusier, т.е., дословно, „оръдия-гаубицы“. Но всъщност това название означава оръдие, стрелящо с артилерийски бомби, до това изключително само гаубични боеприпаси.
Самите бомби представляват кухи чугунени обвивки, запълнени с черен барут. Те имат дистанционен взривател във вид на дървен, а по-късно – меден, със специална огнепроводна втулка, запал. Бомбите се съхраняват празни и се снаряжават пред боя. Преди изстрел се поставя запала, който се скъсява до определена дължина, съответстваща на предполагаемата далечина на изстрела, сверявана при това със специална таблица. Впрочем, такава „настройка“ е много неточна и се прави „с аванс“: както вече се спомена, обикновено бомбите пробивали борда на кораба и се взривяват или в плътното дърво, достигащо при линейните кораби до един метър, или – при пробиване – вътре в самия корпус. Впоследствие започват да използват запални тръбички няколко стандарта, различни по дължина и, съответно, с предвиденото време до взрива – така например, в руския флот има тръбички с три различни дължини. Има опити да се правят и бомби с контактен взривател, но те не получават разпространение; вероятно, шпоради опасения от случайно сработване преди или по време на изстрела, или поради невъзможност да осигурят детонация на фугасния снаряд с малко забавяне. Бомбите са само сравнително големи калибри – примерно от 24-фунтов нагоре, а един от основните е 68-фунтовият.
В Англия аналогично оръдие е прието през 1825 г. с обозначение 8 inch shell gun, с 50-фунтова (дължина на ствола 6 фута), а впоследствие – 54-фунтова бомба (дължина на ствола 8 фута). По-късно то е оценено като прекалено слабо за основно въоръжение на големите кораби, което води до приемането през 1838 г. на оръдие същият калибър, но с по-дълъг ствол (9 фута) и 65-фунтова бомба. Всички тези оръдия не могат да стрелят с плътни гюлета поради силно олекотената си конструкция (например, 65-фунтовото бомбическо оръдие тежи 3302 kg – с 32% по-леко, отколкото същият калибър 95-фунтово, стрелящо с гюлета, което тежи 4826 kg).
В Русия през 1833 г. са приети 3-пудовите (50 kg; калибър 273 mm) бомбически оръдия за бреговите крепости и 2-пудови (33 kg, 248 mm) за флота.
През 1834 г. с опитни стрелби по дървени корпусни конструкции е потвърдена голямата разрушителна сила на бомбите, в резултат на това последващото десетилетие бомбическите оръдия са приети практически от всички флоти.
Впоследствие вместо специализираните чисто бомбови оръдия (shell guns) се появяват универсалните големокалибрени оръдия, като английското 68-фунтово система Дандас (1846 г.) или американските системи на Далгрен и Родман – способни да стрелят както с тежки гюлета (което скоро влиза в употреба против броненосците), така и с по-леки, но с мощен фугасен заряд бомби – съчетаващи големият калибър с висока начална скорост и добра балистика.
За оръдията по-малък калибър се използват фугасни снаряди – артилерийските гранати (това название се използва в руския флот за фугасните снаряди дори по времето на Руско-японската война), но тяхната ефективност е малка и те се използват главно против екипажа и малки съдове. Заедно с бомбите, се използват и други типове запалителни снаряди, например, напълненият с разтопено желязо „снаряд на Мартин“ (Martin shell), считан за изключително разрушително оръжие против дървените корпуси – но спрямо бомбите те са по-малко надеждни и неудобни за използване.

## Използване
За първи път бомбическите оръдия са използвани по време на Датско-пруската война през 1849 г.: в битката при Екенфьорде на 5 април 1849 г. пруските брегови батареи, разполагащи с няколко броя такива оръдия, разстрелват и запалват атаковащият гих датски 84-пушечен линеен кораб „Кристиан VIII“. В морски бой бомбическите оръдия за първи път са широко използвани в Синопското сражение през 1853 г., при това с голям ефект, макар и процента изстреляни бомби спрямо общия брой на изстреляните снари да не е много голям. Те са масово използвани в хода на Кримската война, а за поражение на небронирани кораби и брегови укрепления – до появата на осколочно-фугасните снаряди от съвременния тип през 1880-те години.
Бомбическите оръдия са много тежки: даже на линейния кораб те без риск за устойчивостта могат да се поставят само на долните палуби. Това в значителна степен изравнява огневата мощ на еднопалубните фрегати и многопалубните линейни кораби, подготовяйки почвата за замяна на последните с фрегати, защитени от броня – първият тип броненосци.
Следва да се отбележи, че от впечатленията за първото използване на това оръжие в средите на военните моряци се формира явно преувеличено впечатление за бойната ефективност на артилерийските бомби против дървените кораби. Впоследствие това не повече от лично мнение се предава на военните историци и често се появява и понастоящем. Всъщност големите дървени кораби напълно успешно оцеляват след обстрел от бомбически оръдия – например, в битката при Лиса австрийският дървен линеен кораб SMS Kaiser издържа доста интензивен обстрел с бомби на пределно малко разстояние, при това не само че не е потопен, но, макар и да понася огромни загуби сред екипажа и напълно да губи своя рангоут, след боя на свой ход достига до мястото си на базиране (и впоследствие е преустроен на панцирен броненосец).
Има и полеви бомбически оръдия, които водят огън с всякакъв тип различни боеприпаси – гюлета, пълни с барут гранати или шрапнел, както за стрелба с право мерене, така и за навесна стрелба. Благодарение на тази универсалност, във френската армия единственият тип такова оръдие заменя практически всички предишни модели полева артилерия и леките войскови гаубици.